# Calathea majestica
Calathea majestica là một loài thực vật có hoa trong họ Marantaceae. Loài này được (Linden) H.A.Kenn. mô tả khoa học đầu tiên năm 1986.

## Hình ảnh

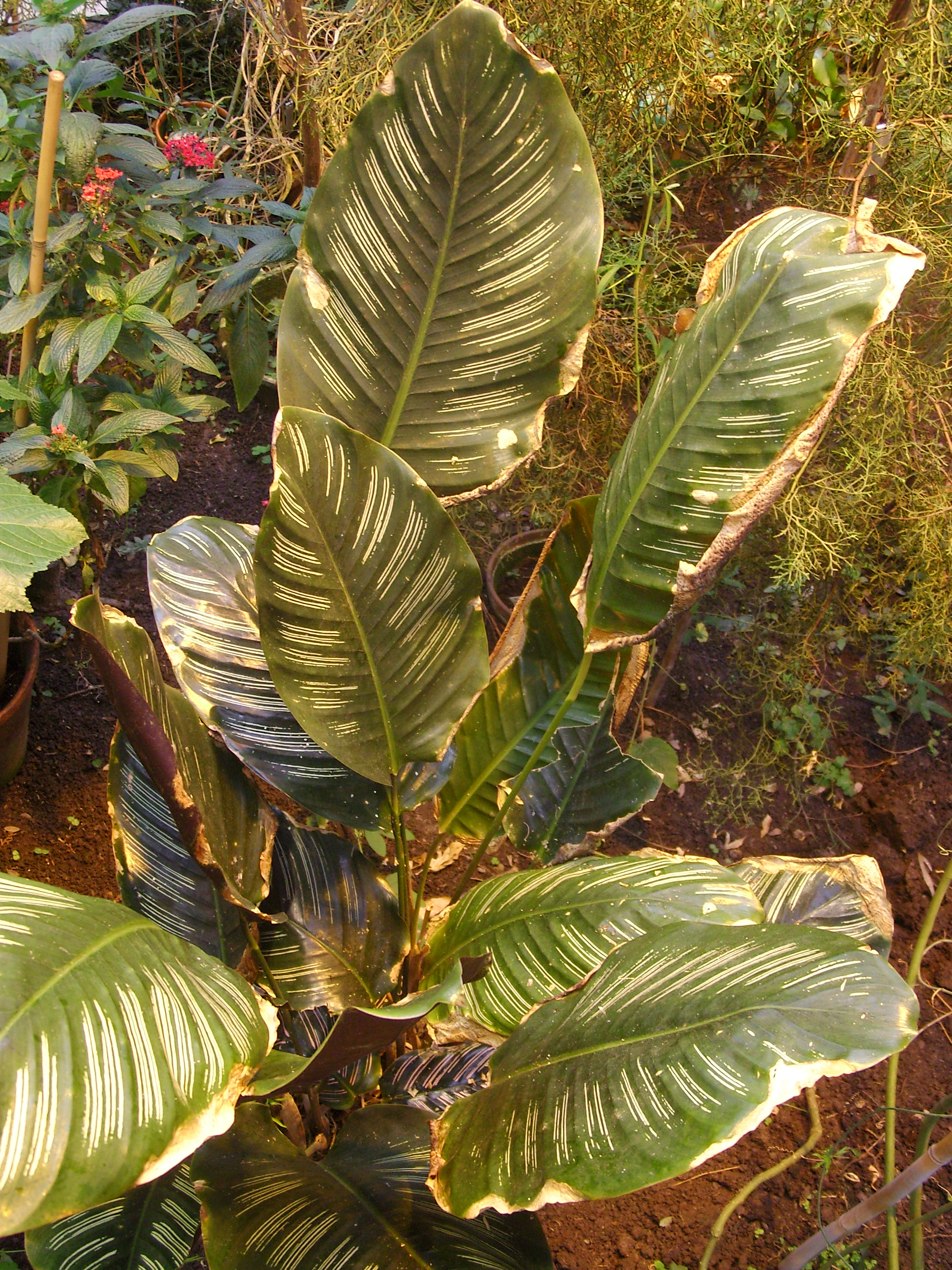
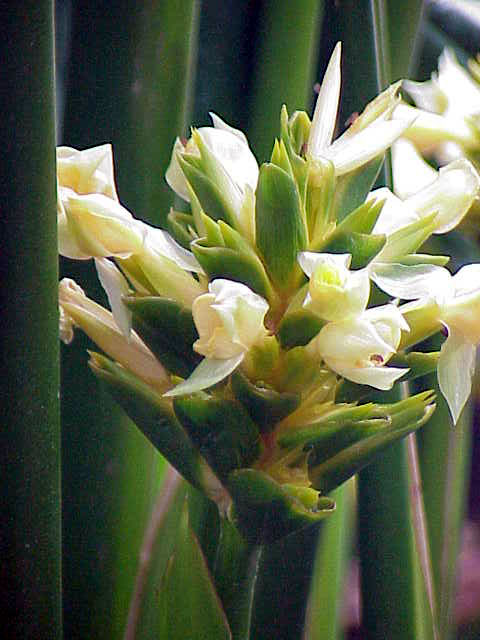
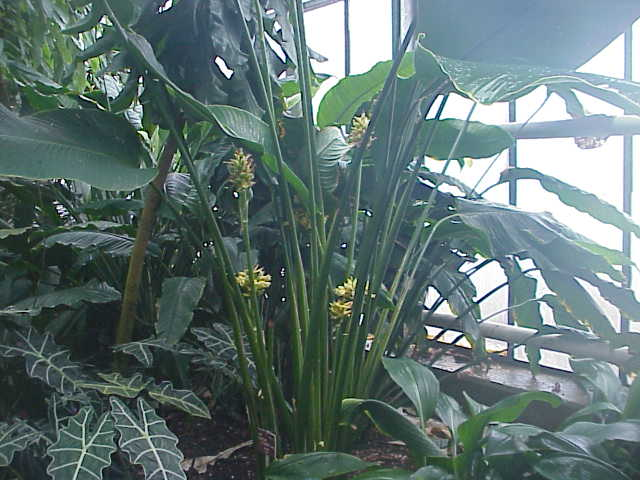